# Peperomia sandemanii
Peperomia sandemanii är en pepparväxtart som beskrevs av Truman George Yuncker. Peperomia sandemanii ingår i släktet peperomior, och familjen pepparväxter. Inga underarter finns listade i Catalogue of Life.